# Židovský hřbitov ve Vamberku
Židovský hřbitov se nachází ve městě Vamberk, v okrese Rychnov nad Kněžnou a patřil Židovské náboženské obci v Doudlebech nad Orlicí. Pochováváni zde byli Židé z kosteleckého a rychnovského okresu.

## Historie a popis
Hřbitov stojí v dnešní Vrabcově ulici v severní části města.První písemná zmínka pochází z roku 1688, ale založen byl pravděpodobně již roku 1673. V letech 1753 a 1806 byl rozšířen a roku 1820 byla přikoupena další část pozemku a obehnána zdí. Pozemek nepravidelného tvaru rozděluje na dvě části malý potok tekoucí jihovýchodním směrem, který byl při rozvodnění příčinou mnohých škod. Další škody způsobila ve druhé polovině 20. století výstavba těsně sousedící teplárny. Až v první polovině 90. let se přistoupilo k opravě ohradní zdi a vztyčení povalených náhrobků, márnice zůstala pobořená.
Areál je volně přístupný. Vstupuje se východní zdí průchozí márnicí či vozovnou. Na hřbitově se dochovalo na pět set barokních i klasicistních náhrobků s hebrejskými, německými a českými nápisy z let 1700–1940, z nichž nejstarší čitelný je z roku 1700. Pohřbívalo se zde do druhé světové války.
Hřbitov má v péči pražská židovská obec.

## Galerie

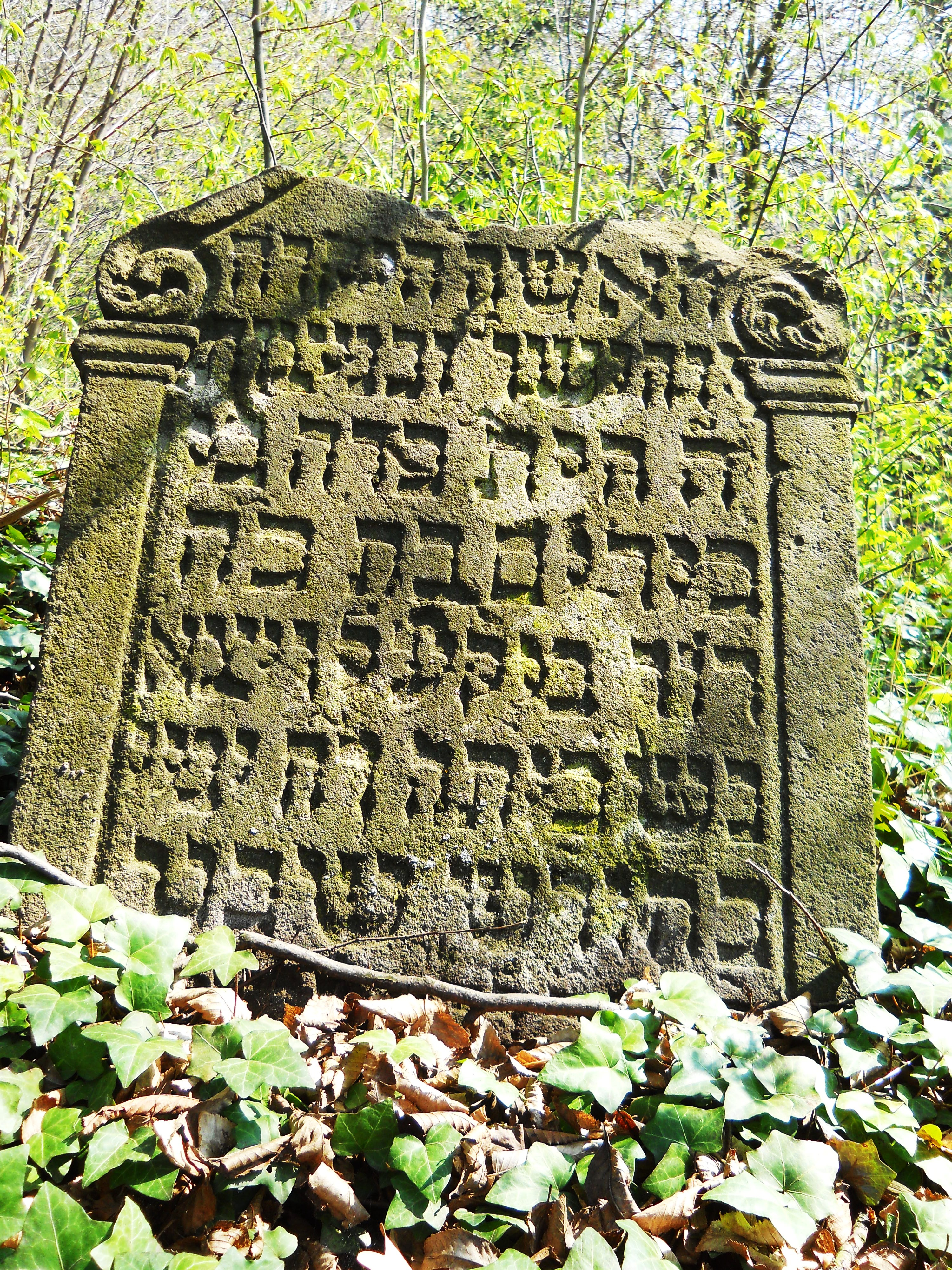
Jeden ze starších náhrobků
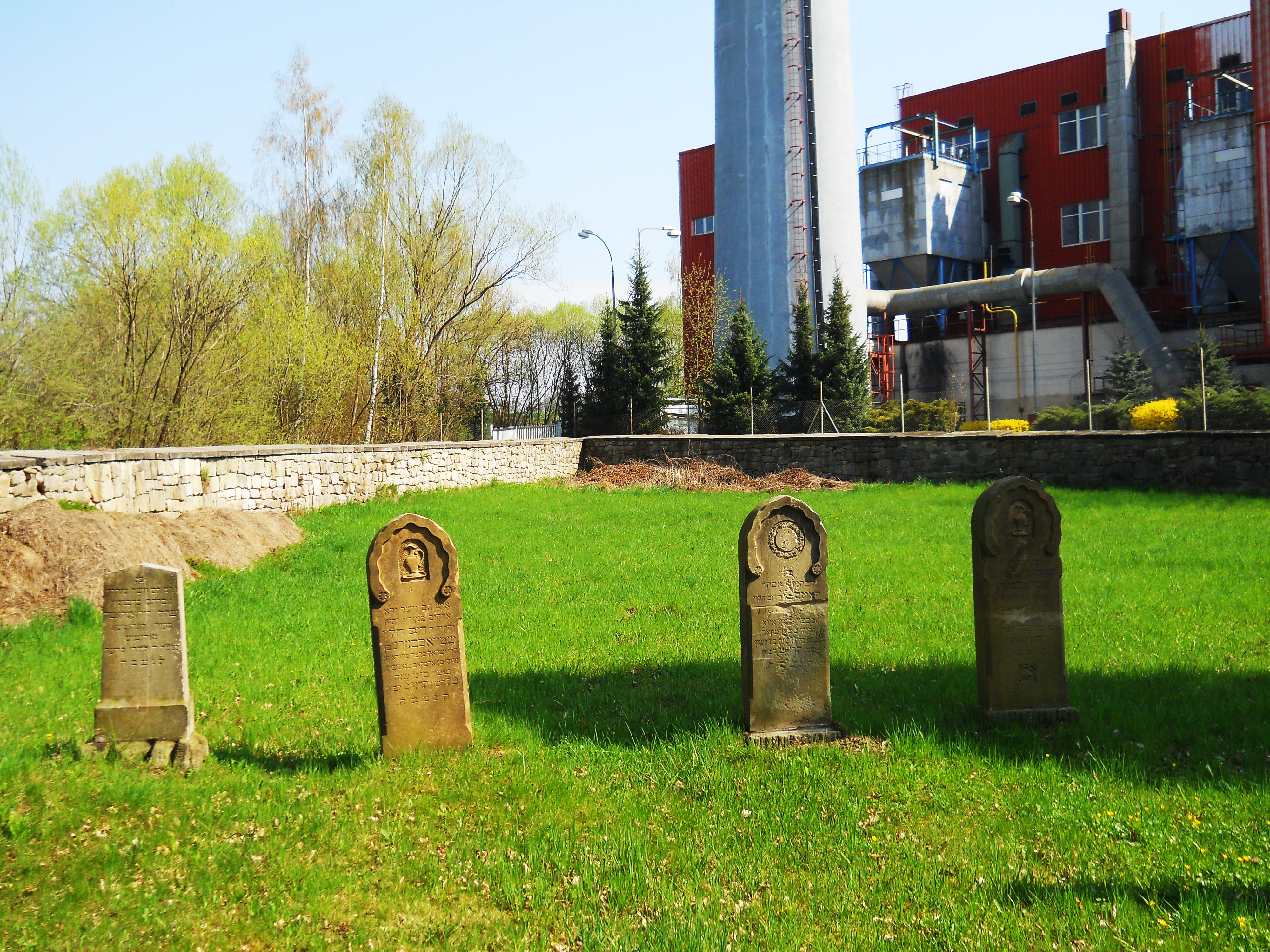
Pozemek sousedí s místní teplárnou
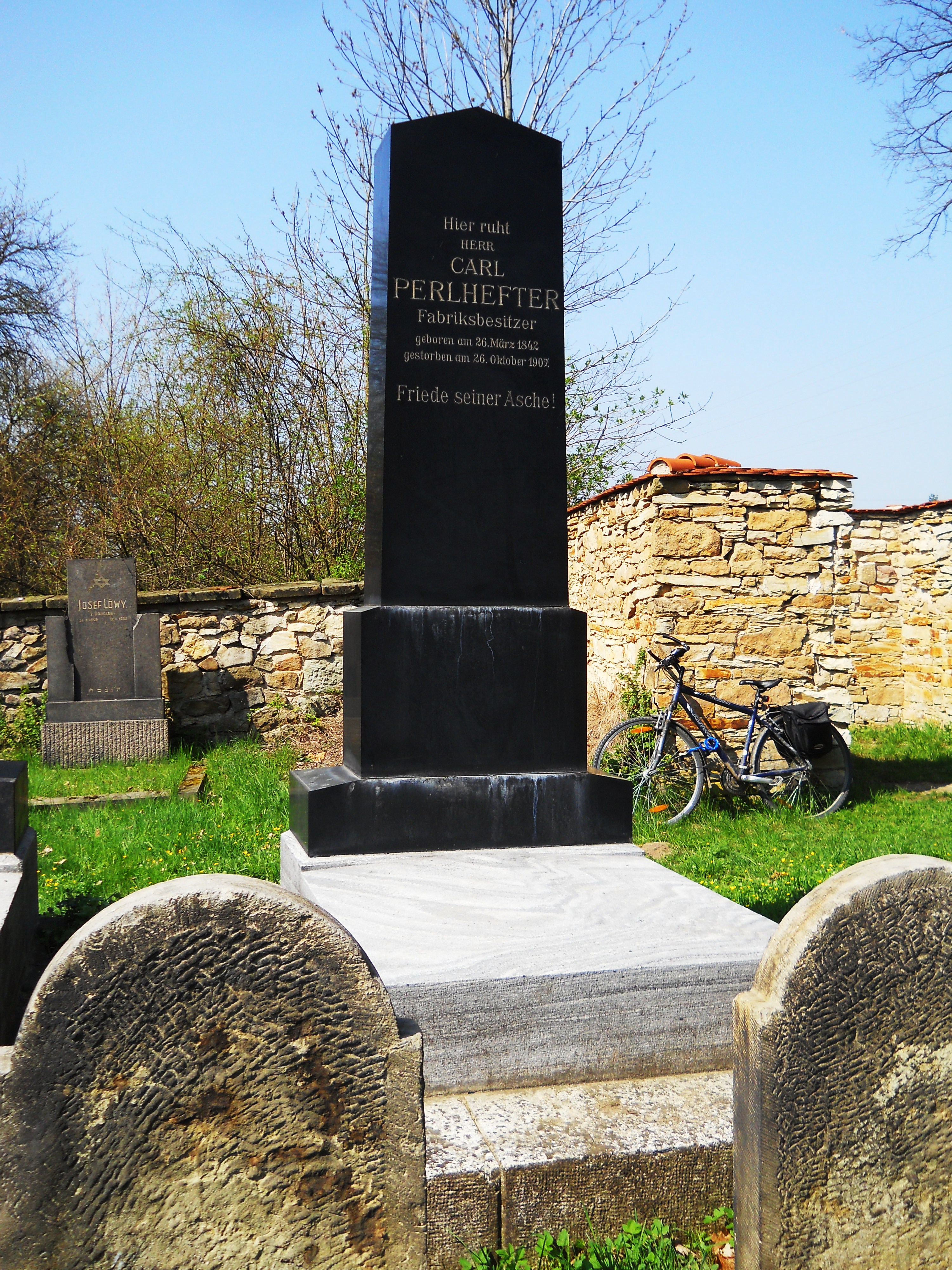
Nachází se zde staré i moderní náhrobky
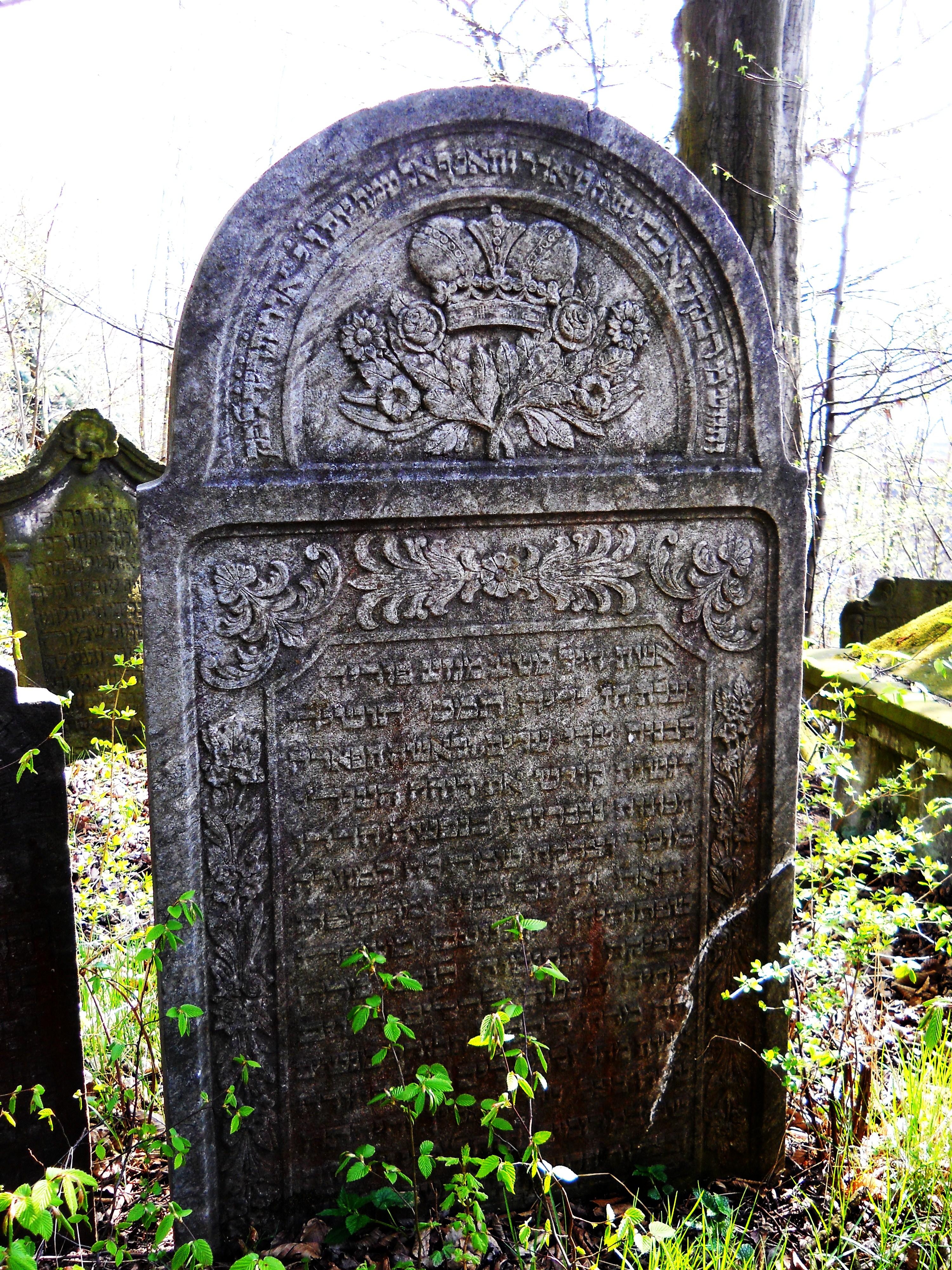
Náhrobek se symbolickou korunou